# The Angels (Australische band)

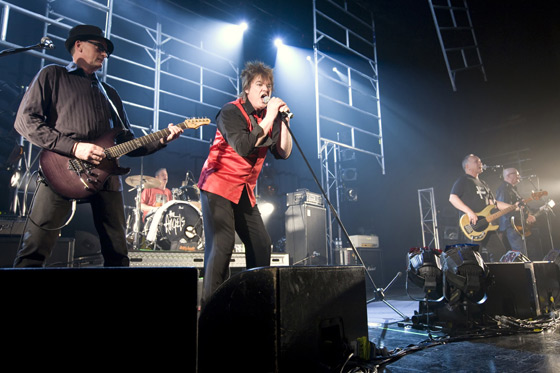
The Angels

The Angels (buiten Australië Angel City genoemd) is een Australische rockgroep.
De band brak rond 1976 door met de single "Am I ever gonna see your face again" na een aantal jaren flink aan de weg te hebben getimmerd. Daarna volgden diverse andere singles en hun debuutalbum uit 1977. De muziek wordt gekenmerkt door het staccato hakkerige gitaarwerk. Net als bij AC/DC en Rose Tattoo is een aantal albums van de groep geproduceerd door het duo Harry Vanda/George Young.
De bekendste bezetting is:
- Doc Neeson (zang)
- John Brewster (gitaar, zang)
- Rick Brewster (gitaar, orgel)
- Graham (Buzz) Bidstrup (drums)
- Chris Bailey (bas, zang)

## Albums
- 1977 - The Angels (Albert, Australia)
- 1978 - Face to Face (Albert, Australia)
- 1979 - No Exit (Albert, Australia)
- 1980 - Face to Face (Epic, US, as Angel City)
- 1980 - Dark Room (Epic, Australia)
- 1980 - Live at El Mocambo
- 1981 - Night Attack (Epic, Australia)
- 1983 - Watch the Red (Epic, Australia)
- 1984 - Two Minute Warning (Mushroom, Australia)
- 1986 - Howling (Mushroom, Australia)
- 1987 - Live Line (Mushroom, Australia)
- 1990 - Beyond Salvation (Mushroom, Australia)
- 1991 - Red Back Fever (Mushroom, Australia)
- 1999 - Live Line - Definitive Digital Remaster (Shock, Australia)
- 2000 - Left Hand Drive (Shock, Australia)
- 2008 - The Tour (AUS EP)(Australia)
- 2012 - Take It to the Streets (Liberation, Australia)